# پرو آنتوسیانیدین سی۱
پرو آنتوسیانیدین سی۱ (به انگلیسی: Proanthocyanidin C1) با فرمول شیمیایی C45H38O18 یک ترکیب شیمیایی با شناسه پاب‌کم 9242 است. که جرم مولی آن ۸۶۶٫۷۷ گرم بر مول می‌باشد. 